# Krzysztof Obertyński
Krzysztof Obertyński (ur. 29 lutego 1892 w Nowym Siele, zm. 17 sierpnia 1920 pod Zadwórzem) – porucznik artylerii Wojska Polskiego, kawaler Orderu Virtuti Militari.

## Życiorys
Syn Adama herbu Sas, właściciela dóbr Nowe Sioło w ówczesnym powiecie żółkiewskim Królestwo Galicji i Lodomerii, i Zofii Henryki z Jaroszyńskich herbu własnego. Był bratem Stanisława (ur. 1891), agronoma, kapitana artylerii rezerwy Wojska Polskiego i Janusza (1897–1920), podchorążego 2 pułku strzelców konnych. Wszyscy bracia byli absolwentami Zakładu Naukowo-Wychowawczego Ojców Jezuitów w Chyrowie: Stanisław razem z Romanem Abrahamem zdał maturę w 1909, Krzysztof w 1911, a Janusz w 1916.
W czasie I wojny światowej Krzysztof z bratem Stanisławem walczył w szeregach cesarskiej i królewskiej armii. Jego oddziałem macierzystym był 12 pułk artylerii polowej. Na stopień podporucznika rezerwy został mianowany ze starszeństwem z 1 września 1915, a na stopień porucznika rezerwy ze starszeństwem z 1 listopada 1917. W 1918 walczył na froncie włoskim, a następnie leczył się w szpitalu wojskowym na zapalenie płuc. Wyróżnił się na wojnie polsko-ukraińskiej. 22 lutego 1920 rotmistrz Roman Abraham sporządził „wniosek na odznaczenie orderem «Virtuti Militari»”, w którym napisał:

por. Krzysztof Obertyński wstąpił do Wojska Polskiego zaraz po powrocie z włoskiego frontu dnia 4 listopada 1918. Zgłosił się jako ochotnik do I odsieczy Lwowa podpułkownika Michała Tokarzewskiego i w jego oddziale brał udział w dniach 21 i 22 listopada w walkach o oswobodzenie Lwowa. Następnie z samoistną kompanią, sformowaną z ochotników brał udział w walkach pod Dublanami, Malechowem, Laszkami, Frenelówką, gdzie wszędzie wybitnie dzielonością się odznaczył. Wreszcie rozkazem generała Tadeusza Rozwadowskiego wcielony z kompanią do mego detachement brał udział jako dowódca II kompanii od 29 listopada 1918 w walkach pod Persenkówką, Kozicami, Karaczynowem, Bartatowem, Gródkiem Jagiellońskim. Następnie odbył całą ofensywę jako dowódca baonu aż pod Trembowlę i Kopyczyńce, a w defensywie brał udział w walkach pod Iwanówką, Tarnopolem, Zborowem, Przemyślanami i Trościancem Wielkim aż do 3 lipca 1919. Por. Krzysztof Obertyński odznaczył się wybitnie pod Gródkiem Jagiellońskim, gdzie z kompanią liczącą 50 ludzi trzymał odcinek od Przedmieścia Czerlańskiego aż po rampę kolejową. W czasie ogólnego ataku Ukraińców dnia 10 marca 1919, wskutek cofnięcia się na prawym skrzydle Baonu Ziemi Grodeckiej otoczony, dwukrotnym kontratakiem nie tylko powstrzymał i zmusił do ustąpienia nieprzyjaciela, ale samorzutnie z kilkunastu ludźmi w walce wręcz odbił zajęty przez nieprzyjaciela sąsiedni odcinek Baonu Ziemi Grodeckiej. Por. K. Obertyński nie tylko w krytycznym dniu 10 marca uratował na wspomnianym wyżej odcinku sytuację, ale przez całych następnych 8 dni mimo ciężkiej choroby utrzymał swój odcinek we flankowym ogniu artylerii i karabinów maszynowych. Wśród ciągłych ataków nieprzyjaciela świecił swojej kompanii przykładem osobistego męstwa i wytężonej czujności.

Wniosek został poparty przez pułkownika Władysława Sikorskiego i generała Tadeusza Rozwadowskiego. Następnie został przydzielony do Szefostwa Lotnictwa Naczelnego Dowództwa Wojska Polskiego. W sierpniu 1920 w czasie wojny z bolszewikami walczył w Detachement rtm. Abrahama na stanowisku dowódcy 1 kompanii batalionu piechoty kapitana Bolesława Zajączkowskiego. Poległ 17 sierpnia 1920 w bitwie pod Zadwórzem i tam został pogrzebany. Ekshumowany i pochowany na cmentarzu Obrońców Lwowa.
9 września 1920 został zatwierdzony z dniem 1 kwietnia 1920 w stopniu kapitana, w artylerii, w grupie oficerów byłej armii austro-węgierskiej.

## Ordery i odznaczenia
- Krzyż Srebrny Orderu Wojskowego Virtuti Militari nr 5258 – pośmiertnie 19 lutego 1921[25][14][26]
- Krzyż Walecznych pośmiertnie[27]

austro-węgierskie
- Srebrny Medal Waleczności 2 klasy[10][11]
- Krzyż Wojskowy Karola[11]